# ツマグロヒョウモン
ツマグロヒョウモン（褄黒豹紋、Argyreus hyperbius）は、タテハチョウ科ヒョウモンチョウ族に分類されるチョウの一種。雌の前翅先端部が黒色で、斜めの白帯を持つのが特徴である。

## 特徴
成虫の前翅長は38-45ミリメートルほど。翅の模様は雌雄でかなり異なる。
雌は前翅の先端部表面が黒（黒紫）色地で白い帯が横断し、ほぼ全面に黒色の斑点が散る。翅の裏は薄い黄褐色の地にやや濃い黄褐色の斑点があるが、表の白帯に対応した部分はやはり白帯となる。また前翅の根元側の地色はピンクである。全体に鮮やかで目立つ色合いだが、これは有毒のチョウ・カバマダラに擬態しているとされ、優雅にひらひらと舞う飛び方も同種に似る。ただしカバマダラは日本では迷蝶であり、まれに飛来して偶発的に繁殖するだけである。南西諸島ではその出現はまれでないが、本土では非常に珍しい。
雄の翅の表側はヒョウモンチョウ類に典型的な豹柄だが、後翅の外縁が黒く縁取られるので他種と区別できる。

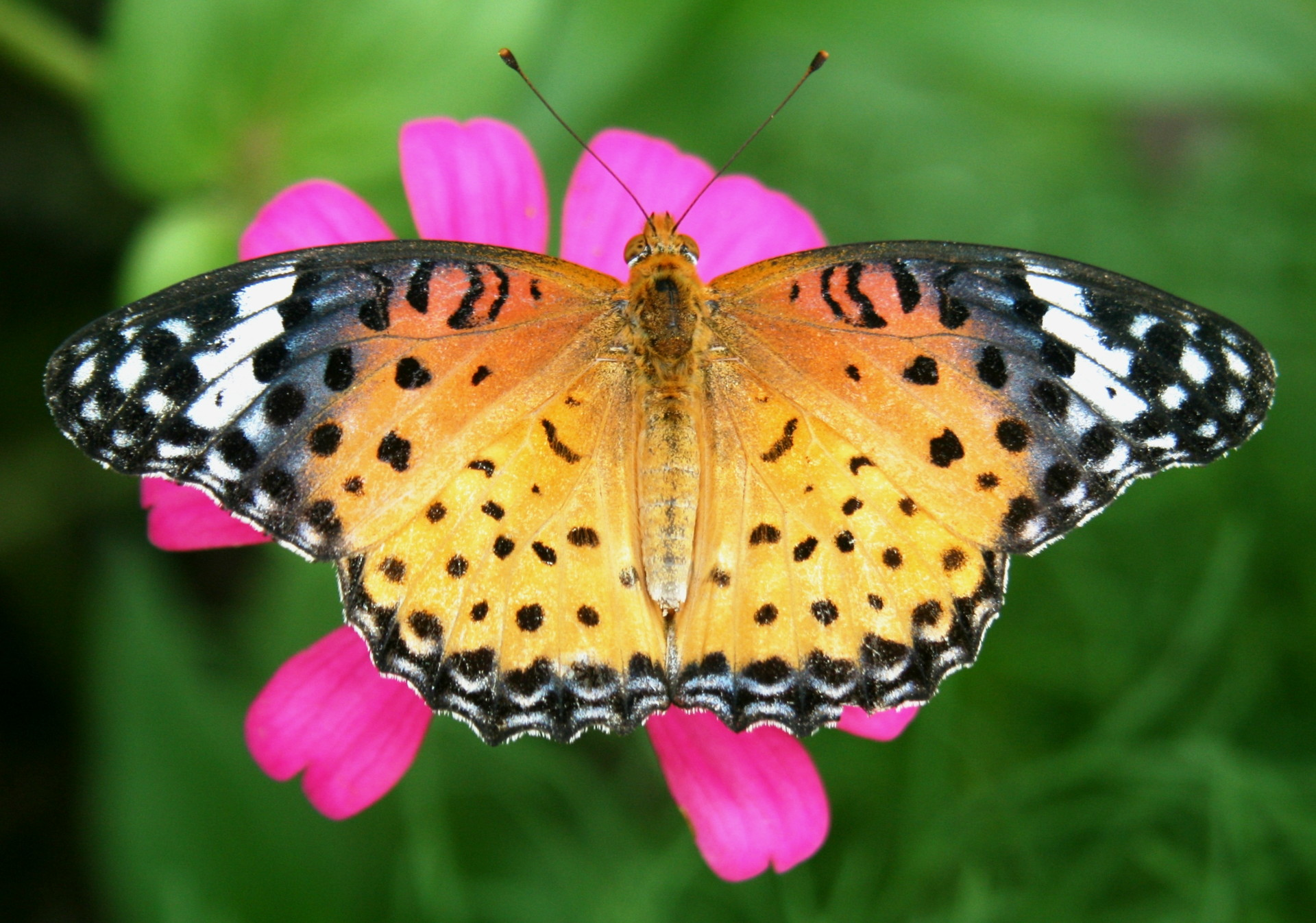
ツマグロヒョウモン（メス）
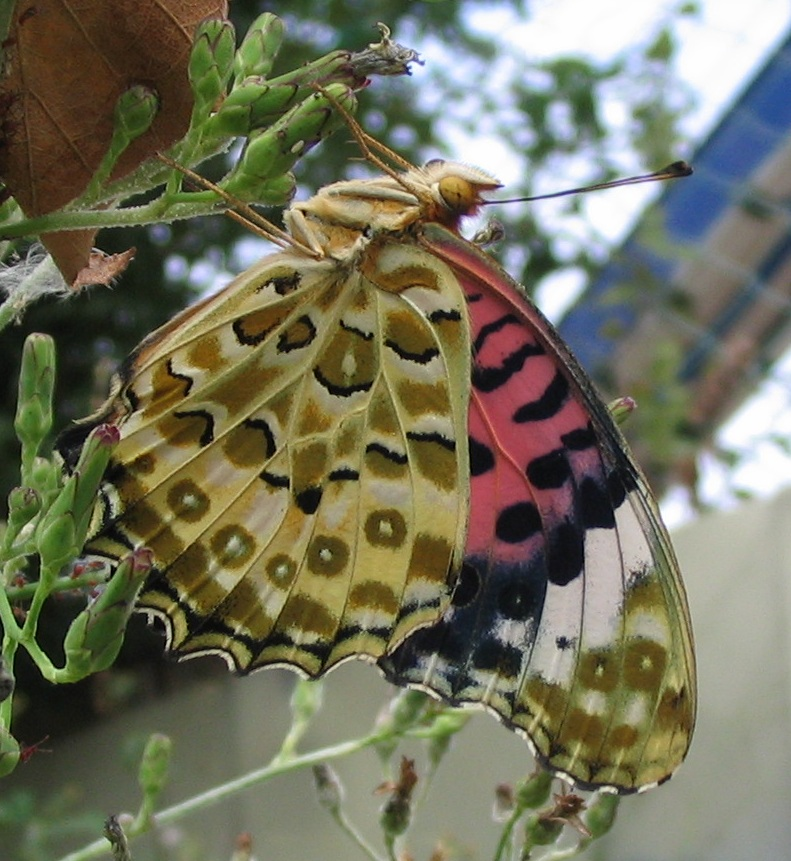
メスの翅裏
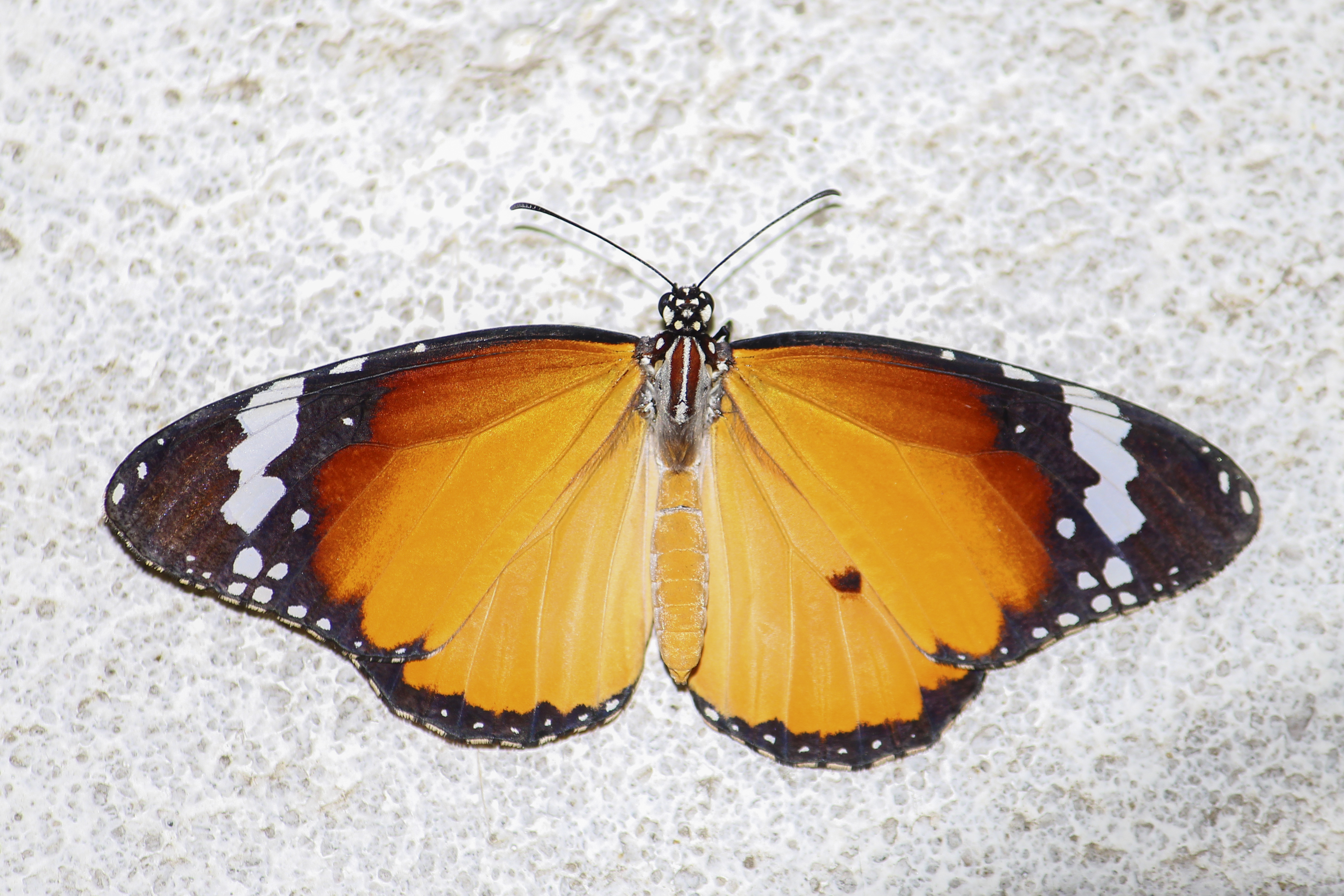
カバマダラ（メス）ただし、オスもほぼ同形
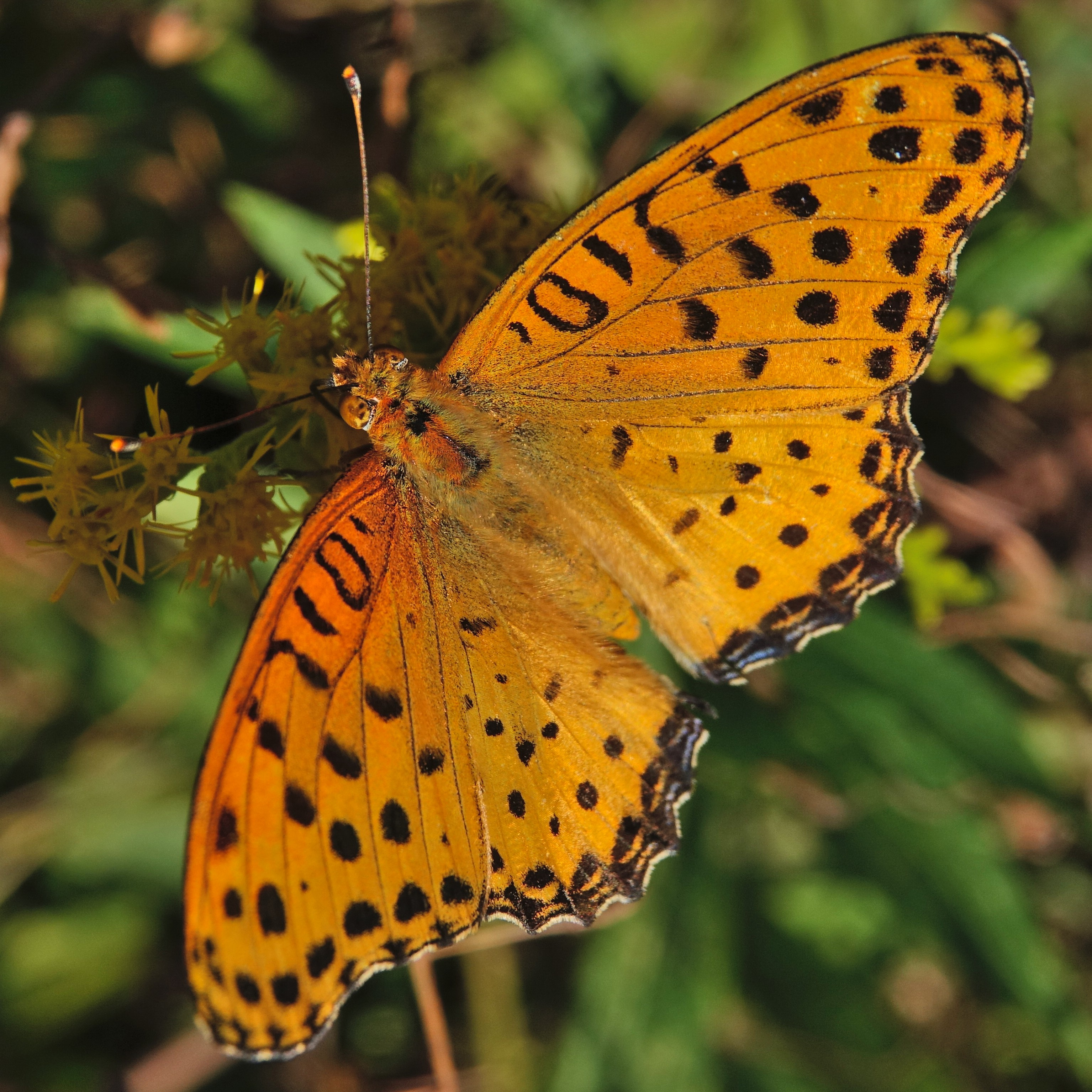
ツマグロヒョウモン（オス）
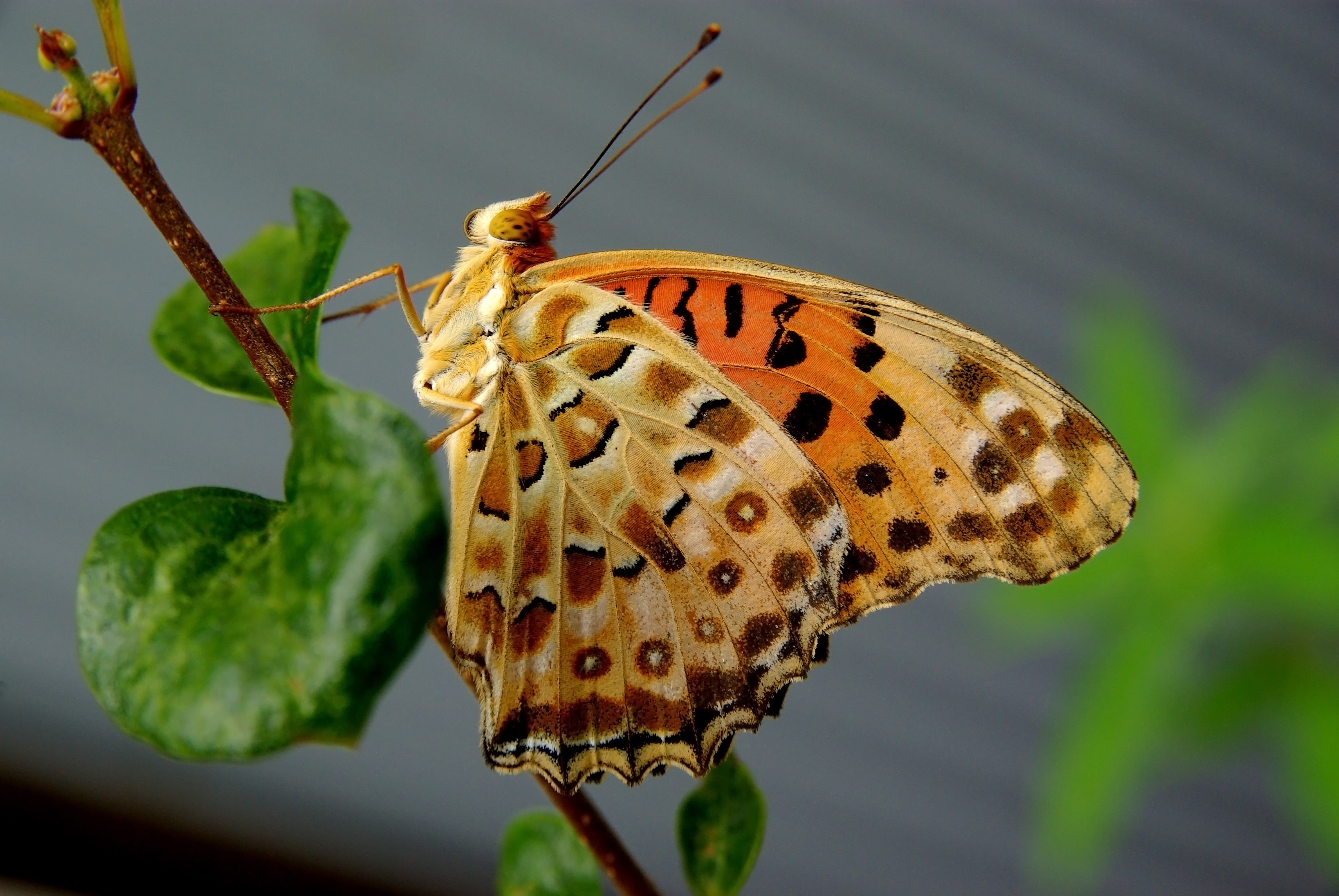
オスの翅裏

## 分布
アフリカ北東部からインド、インドシナ半島、オーストラリア、中国、朝鮮半島、日本までの熱帯・温帯域に広く分布する。この分布域は他のヒョウモンチョウ類が温帯から寒帯にかけて分布するのとは対照的である。
日本では南西諸島、九州、四国、本州で見られる。本州では1980年代まで近畿地方以西でしか見られなかったが、徐々に生息域が北上し1990年代以降には東海地方から関東地方南部、富山県・新潟県の平野部で観察されるようになった。2002年には関東地方北部でも目撃報告がある。2006年現在、関東地方北部でもほぼ定着し、普通種になりつつある。さらに、2000年代の後半から2010年代にかけて東北地方でも目撃例が相次ぎ、現在は福島県、宮城県、山形県でほぼ定着している。
地球温暖化や全国各地でのパンジーの栽培は本種の分布の北上に影響しているとみられる。

## 生態
成虫は平地の草原や庭・空き地や道端など身近なところで見られる。地域にもよるが、成虫は4月頃から11月頃まで見られ、その間に4、5回発生する。他のヒョウモンチョウ類がほとんど年1回しか発生しないのに対し、多化性という点でも例外的な種類である。冬は幼虫や蛹で越冬する。
　幼虫は各種スミレ類を食草とし、野生のスミレ類のみならず園芸種のパンジーやビオラなども食べる。満腹になると地表に降りて他の餌を求めて移動するため、花壇に植えた株が次々と食べられてしまうこともある。終齢で体長30mm程度、黒色の体の背に一本の赤い筋が縦に通る。体には分岐する棘状の突起が各節に6本ずつある。突起は体の前半部では黒く、後半部のものは根元が赤く先が黒い。かなりとげとげしく危なそうな毛虫ではあるが実際には柔らかく危険性もない。派手な体色は毒虫を思わせるが、突起で刺すこともなければ毒も持たない。
蛹は尾でぶら下がるもので、背面に金属めいた金色の棘状突起が並んでいる。

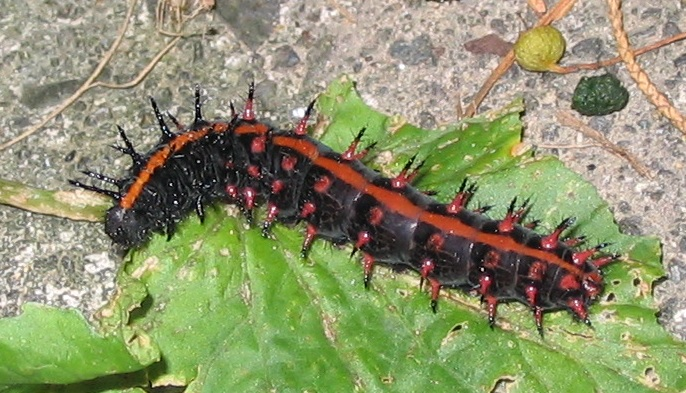
幼虫（終齢）
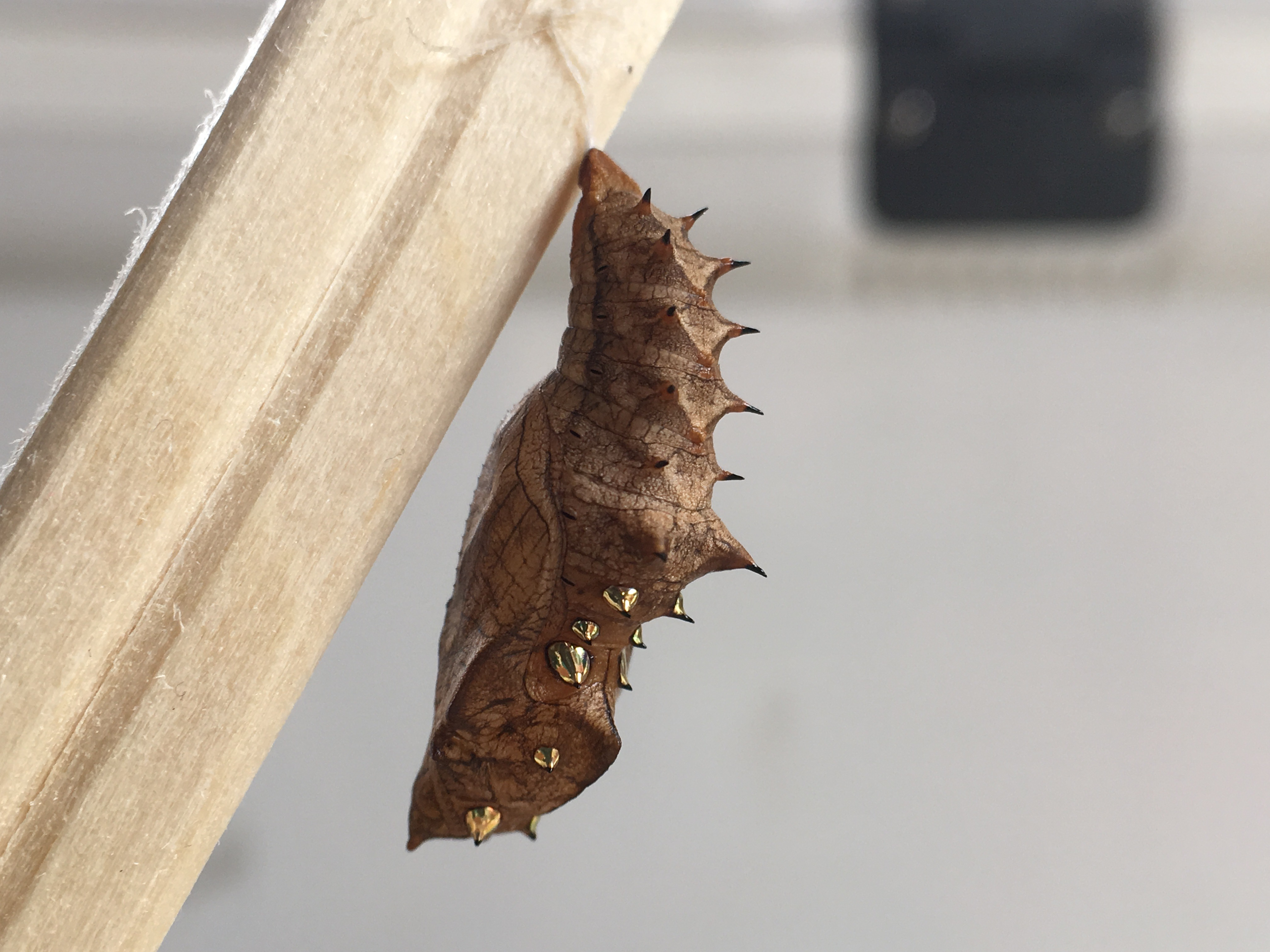
さなぎ

## 画像

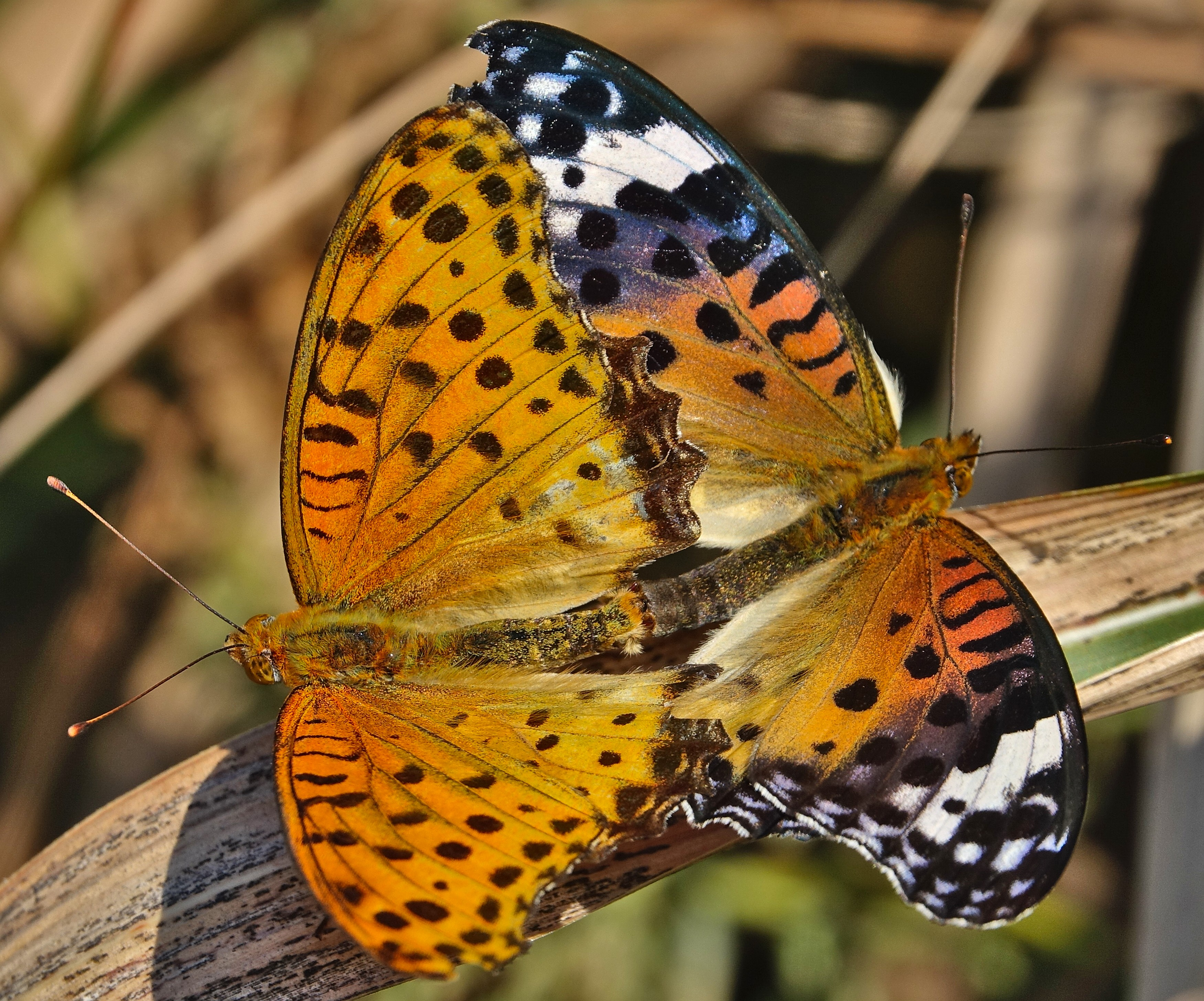
交尾
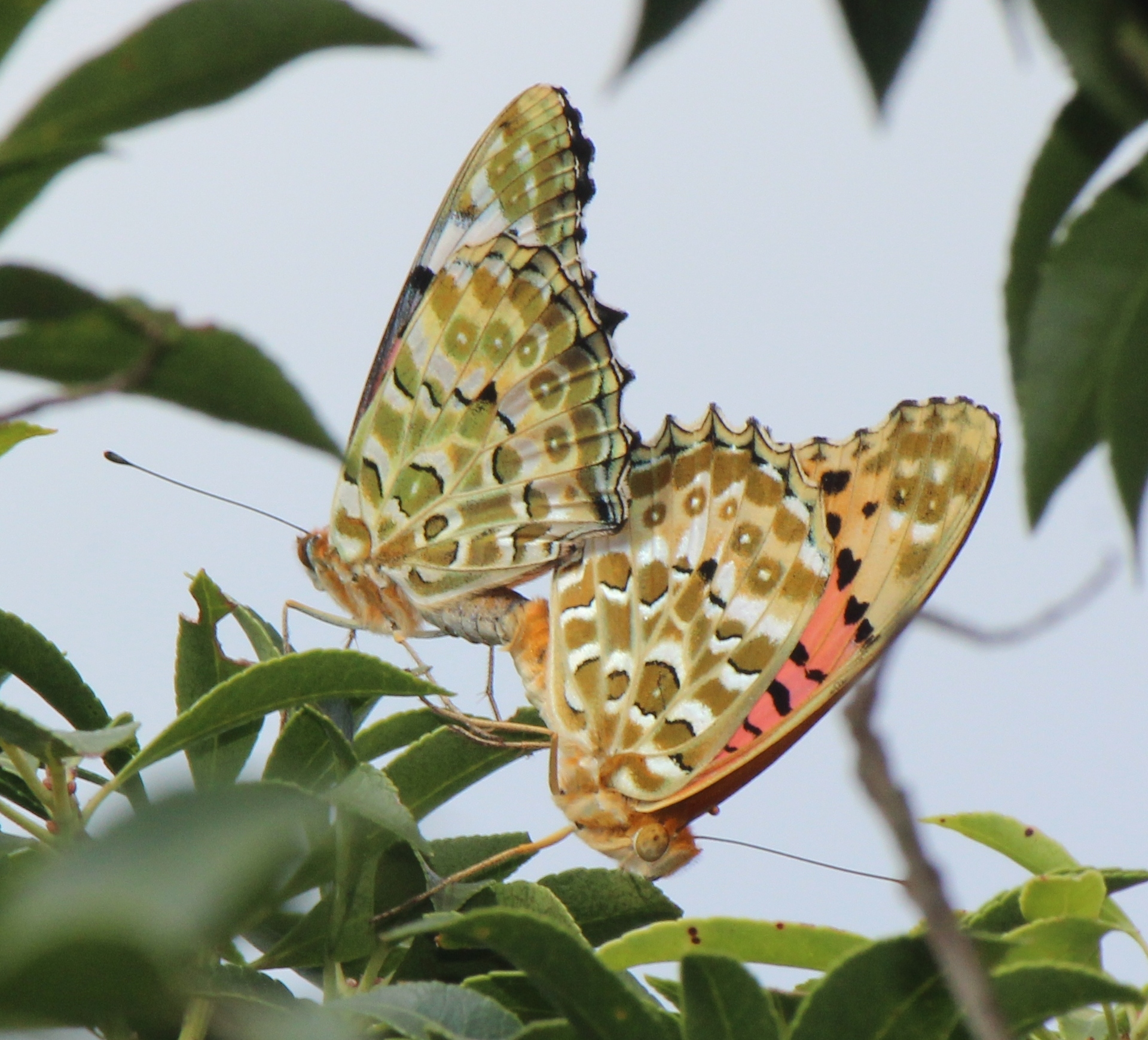
交尾
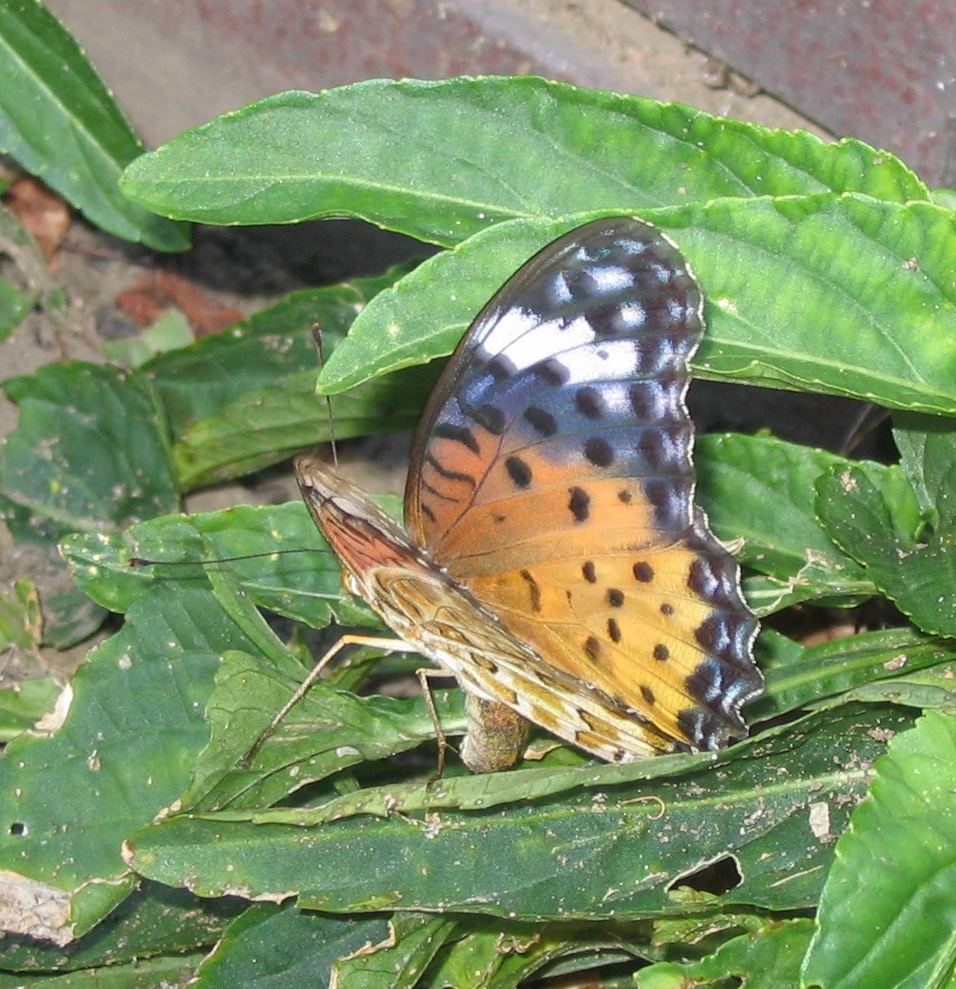
産卵中の雌